# Cymbopetalum
Cymbopetalum es un género de plantas fanerógamas con 38 especies perteneciente a la familia de las anonáceas. Son nativas de América central y meridional.

## Características
Árboles o arbustos de hojas generalmente grandes. Flores grandes, solitarias, terminales o axiales. Con 3 sépalos, 6 pétalos y numerosos estambres. Presenta numerosos carpelos y de 4 a 14 óvulos.

## Taxonomía
El género fue descrito por George Bentham y publicado en Journal of the Proceedings of the Linnean Society 5: 69. 1860.  La especie tipo es: Cymbopetalum brasiliense (Vell.) Benth. ex Baill.

## Especies seleccionadas
| - Cymbopetalum baillonii - Cymbopetalum costaricense (Donn.Sm.) Saff. - Cymbopetalum gracile R.E.Fr. - Cymbopetalum hintonii Lundell - Cymbopetalum lanugipetalum Woodson & Schery - Cymbopetalum longipes Diels - Cymbopetalum magnifructum Schery - Cymbopetalum monospermum Rusby - Cymbopetalum oppositiflorum Aristeg. - Cymbopetalum parvifolium Rusby - Cymbopetalum schunkei N.A.Murray - Cymbopetalum steyermarki N.A. Murray - Cymbopetalum torulosum G.E.Schatz - Cymbopetalum venosum Gleason |